# Jaya Paramesvaravarman II
Jaya Paramesvaravarman II là vua của Chiêm Thành từ 1220 đến 1254 :80–81 sau khi người Chân Lạp rút khỏi Chiêm Thành năm 1220.

## Tiểu sử
Ông là cháu của vua Jaya Harivarman I, nhưng lại lớn lên trong triều đình của vua Jayavarman VII. Được phong thái tử với tước hiệu Angsaraja Turai-vijaya vào năm 1201, ông lên ngôi vua Chiêm Thành vào năm 1226. Năm 1207, ông liên kết với Đế quốc Khmer tấn công tấn công Đại Việt. Trong triều đại của mình, ông chú trọng phục hồi nền nông nghiệp, trùng tu lại các phế tích và linga vốn bị hủy hoại trong cuộc chiến với Chân Lạp.:171,182
Năm 1252, vua Trần Thái Tông phát động chiến tranh nhằm đáp trả lại sự bành trướng lãnh thổ dường như không dừng lại của Chiêm Thành. Trong cuộc chiến, hoàng hậu Bố La Già của Jaya Paramesvaravarman II cũng như hàng vạn người bị bắt. Sử Việt cho biết: tháng 1 âm lịch năm 1252, Thái Tông cử em là Trần Nhật Hiệu làm Lưu thủ kinh sư, rồi thân chinh đánh Chiêm Thành. Quân Đại Việt thắng trận, bắt được vương hậu Bố Da La cùng nhiều thê thiếp, quân dân của vua Chiêm Jaya Paramesvaravarman II. Cuối năm 1252, vua Thái Tông đem quân về nước, phong Nhật Hiệu làm Thái úy. Thất bại này khiến Chiêm Thành phải chính thức thần phục Nhà Trần; sử Việt và thư từ ngoại giao giữa vua Trần với vua Mông Cổ đều xác định từ năm 1252 đến năm 1285, Chiêm Thành đã nhiều lần sai sứ sang triều cống (thậm chí vào năm 1279, nhiều sứ thần Chiêm còn xin ở lại làm quan cho vua Trần) và không gây một cuộc chiến nào với Đại Việt.